# 마창여객
마창여객(馬昌旅客)은 경상남도 창원시 마산합포구에 본사를 둔 창원시의 시내버스 운송 회사로 계열사로는 김해시의 시내버스 업체인 신어BTS, 합천군의 농어촌버스 업체인 수려한합천버스, 목포시의 시내버스 업체인 목포BTS가 있다.

## 주요 연혁
- 1970년 1월 1일: 회사 설립
- 2012년 9월: 재정악화로 인하여 김해BUS 장재영 대표가 이 회사를 인수했다. 장 대표는 김해BUS 은퇴 이후에도 이 회사의 대표로 남아 있다.[1]

## 운행 노선

### 간선버스
- ● 103번 : 성주사역 ~ 가포고등학교
- ● 108번 : 불모산종점 ~ 가포고등학교

### 지선버스
- ● 20번 : 경남대학교 ~ 북면온천
- ● 22번 : 경남대학교 ~ 명촌
- ● 27번 : 가포고등학교 ~ 북면온천
- ● 51번 : 월영아파트 ~ 신목(감천)
- ● 71번 : 진동종점 ~ 창원역
- ● 72-1번 : 진동종점 ~ 대현
- ● 74-1번 : 진동종점 ~ 진북정곡
- ● 250번 : 덕동공영차고지 ~ 벽산블루밍
- ● 251번 : 해운중학교 ~ 안계초
- ● 256번 : 가포고등학교 ~ 평성종점
- ● 271번 : 창원시립박물관 → 어시장 →창원시립박물관
- ● 272번 : 어시장 ~ 가포주공
- ● 273번 : 어시장 → KT마산점 → 부림시장 → 자유무역지역정문
- ● 277번 : 두릉종점 ~ 마산역

### 직행좌석버스
- ● 740번 : 경남대학교 ~ 불모산종점
- ● 3002번 : 마산대학 ~ 진해신항
- ● 3003번 : 진동종점 ~ 창원터미널
- ● 3004번 : 진동종점 ~ 창원중앙역
- ● 6000번 : 덕동공영차고지 ~ 성주사역

## 보유 차량

#### 자일대우버스
- 자일대우 NEW BS090
- 자일대우 NEW BS106

#### KGM커머셜
- KGM 스마트 110

#### 현대자동차
- 현대 뉴 카운티
- 현대 카운티 뉴 브리즈
- 현대 뉴 슈퍼 에어로시티
- 현대 저상 뉴 슈퍼 에어로시티
- 현대 일렉시티
- 현대 유니버스 스페이스 엘레강스

#### 하이거 버스
- 하이거 하이퍼스 KLQ6109GEV 전기버스[2]

## 사고
- 2014년 8월 25일: 창원시 진동면 덕곡천에서 이 회사 소속의 71번 버스가 폭우에 의해 범람한 하천물에 휩쓸려 떠내려가는 사고가 발생했다.[3] 사고 원인은 정규 노선이 폭우로 인한 침수로 차단되면서 무리하게 농로를 통해 우회하던 중 발생했다. 이 사고로 운전자를 포함한 승객 7명 전원이 사망했다. 이후 사고 차량은 수리 후 2017년 5월에 경상북도 고령군 소재의 대가야여객으로 매각되어 차량 번호를 변경한 채 현재 운행하고 있다.

## 같이 보기
- 마인버스
- 신양여객
- 대중교통
- 제일교통